# Rhynchorhina mauritaniensis
A Rhynchorhina mauritaniensis a porcos halak (Chondrichthyes) osztályának a Rhinopristiformes rendjébe, ezen belül a Rhinidae családjába tartozó faj.
Nemének az egyetlen faja.

## Előfordulása
A Rhynchorhina mauritaniensis előfordulási területe az Atlanti-óceán keleti felének a mauritániai része; erre utal a fajneve is.

## Megjelenése
Ebből a 2016-ban felfedezett porcos halból a legnagyobb kifogott hím 224 centiméteres, míg a leghosszabb nőstény 204 centiméteres volt. A feje és pofája kerekített, de széles, majdnem négyszögletűnek hat. A két hátúszója nagyok és sarlószerűek. Körülbelül 66-72 sornyi zúzófoga van. Pofájának két felén, egy-egy sornyi tüske indul hátrafelé; a pofán még 2-3 darab magányos tüske is ülhet - de ezek példánytól függően változnak. A háti része szürkés vagy zöldes, számos fehér ponttal; a pofán nagy, fekete keresztsáv van. A hasi része világos.

## Életmódja
A trópusi nyílt vizek lakója.

## Szaporodása
Feltételezhetően, amint rokonai is, ez a porcos hal is ál-elevenszülő (ovovivipar). Miután a kis ráják felélték a szikzacskóik „sárgáját”, a szikzacskók az emlősök méhlepényéhez hasonló burokká alakulnak át. Ebben az anyaállat nyálkával, zsírral vagy fehérjével táplálja kicsinyeit.